# Konsistorium (romersk-katolske kirke)
 For alternative betydninger, se Konsistorium. (Se også artikler, som begynder med Konsistorium)
Konsistorium er i den romersk-katolske kirke et formelt møde for kardinalskollegiet. Konsistoriet har ingen formel magt, men rådgiver paven. Udnævnelse af nye kardinaler sker også ved konsistorier, men navnene offentliggøres som regel på forhånd.
| Kristendom | Spire Denne artikel om kristendom er en spire som bør udbygges. Du er velkommen til at hjælpe Wikipedia ved at udvide den. |